# Сокіл
Сокіл (Falco), староукр. балабан — рід хижих птахів родини соколових. Наукова назва Falco є похідною від латинського слова falx («серп») і підкреслює серпоподібну форму крил у польоті.
Довжина тіла до 60 см, вага від 2 кг і більше в зрілому віці.
Живиться птахами, гризунами, комахами.

## Види
Відомо близько 30-40 видів, зокрема в Україні — 8.
- Боривітер смугастогрудий (Falco zoniventris)
- Боривітер степовий (Falco naumanni)
- Боривітер рудий (Falco alopex)
- Боривітер великий (Falco rupicoloides)
- Боривітер сейшельський (Falco araeus)
- Боривітер мадагаскарський (Falco newtoni)
- † Боривітер реюньйонський (Falco duboisi)
- Боривітер маврикійський (Falco punctatus)
- Боривітер савановий (Falco rupicolus)
- Боривітер молуцький (Falco moluccensis)
- Боривітер звичайний (Falco tinnunculus)
- Боривітер австралійський (Falco cenchroides)
- Боривітер американський (Falco sparverius)
- Кібчик червононогий (Falco vespertinus)
- Кібчик амурський (Falco amurensis)
- Підсоколик малий (Falco columbarius)
- Боривітер сірий ((Falco ardosiaceus)
- Боривітер білоголовий (Falco dickinsoni)
- Сокіл бурий (Falco berigora)
- Підсоколик смугастогрудий (Falco rufigularis)
- Підсоколик рудогрудий (Falco deiroleucus)
- Підсоколик австралійський (Falco longipennis)
- Підсоколик східний (Falco severus)
- Підсоколик Елеонори (Falco eleonorae)
- Підсоколик сірий (Falco concolor)
- Підсоколик великий (Falco subbuteo)
- Підсоколик африканський (Falco cuvierii)
- Сокіл новозеландський (Falco novaeseelandiae)
- Сокіл мексиканський (Falco femoralis)
- Турумті (Falco chicquera)
- Сокіл прерієвий (Falco mexicanus)
- Сокіл сірий (Falco hypoleucos)
- Сокіл-малюк (Falco fasciinucha)
- Сапсан (Falco peregrinus)
- Ланер (Falco biarmicus)
- Лагар (Falco jugger)
- Сокіл чорний (Falco subniger)
- Кречет (Falco rusticolus)
- Балабан (Falco cherrug)
- †Falco kurochkini

### Види в Україні[1]
| Українською         | Світлина | Англійською       | Латиною                          | Статус в Україні                |
| Кречет              |          | Gyrfalcon         | Falco rusticolus Linnaeus, 1758  | Рідкісний залітний              |
| Балабан             |          | Saker             | Falco cherrug Gray, 1834         | Гніздовий, перелітний, зимуючий |
| Сапсан              |          | Peregrine         | Falco peregrinus Tunstall, 1771  | Гніздовий, перелітний, зимуючий |
| Ланер               |          | Lanner            | Falco biarmicus Temminck, 1825   | Рідкісний залітний              |
| Підсоколик великий  |          | Hobby             | Falco subbuteo Linnaeus, 1758    | Гніздовий, перелітний           |
| Підсоколик малий    |          | Merlin            | Falco columbarius Linnaeus, 1758 | Пролітний, зимуючий             |
| Кібчик              |          | Red-footed Falcon | Falco vespertinus Linnaeus, 1766 | Гніздовий, перелітний           |
| Боривітер степовий  |          | Lesser Kestrel    | Falco naumanni Fleischer, 1818   | Рідкісний залітний              |
| Боривітер звичайний |          | Kestrel           | Falco tinnunculus Linnaeus, 1758 | Гніздовий, перелітний, зимуючий |